# Жижи (филм из 1958)
Жижи (енгл. Gigi) је америчка музичка романтична комедија из 1958. године у режији Винсента Минелија. Сценарио Алана Џеја Лернера заснован је на истоименој новели француске књижевнице Колет из 1944. године. Филм садржи песме са стиховима Лернера и музиком Фредерика Лоува, аранжирао и дириговао Андре Превин.
На 31. додели Оскара, филм је освојио свих девет номинација, укључујући најбољи филм и најбољу режију. Држао је рекорд за највећи број освојених номинација све док Господар прстенова: Повратак краља није освојио свих једанаест својих номинација на 76. додели Оскара 2004. године.
Године 1991, Жижи је изабрана за чување у Националном филмском регистру Сједињених Држава од стране Конгресне библиотеке као „културно, историјски или естетски значајна”. Амерички филмски институт уврстио га је на 35. место у АФИ-јевом 100 година...100 љубавних прича. Филм се сматра последњим великим мјузиклом Метро-Голдвин-Мајера и коначним великим достигнућем Freed Unit-а, на челу са продуцентом Артуром Фридом.

## Радња
Радња филма је смештена у време Belle Époque на прелазу у 20. век. Док је у Булоњској шуми, Оноре Лашај примећује да у Паризу брак није једина опција за богате младе бонвиване попут његовог нећака Гастона, коме је живот досадан. Гастон ужива у дружењу са мадам Алварез и њеном унуком, безбрижном Жилберт, од миља познатом као Жижи. Жижина мајка (певачица која се чује, али никада није виђена на екрану) своју бригу препушта углавном госпођи Алварез.
Пратећи „породичну традицију“, мадам Алварез редовно шаље Жижи својој сестри Алишији (Жижина баба-тетка) да је васпита као куртизану, што је достојанственији еуфемизам за љубавницу богатог човека. Жижи учи правилан бонтон и шарм, али презире тривијалну љубав између мушкарца и његове љубавнице. Више воли да се забавља са Гастоном, кога сматра старијим братом.
Као и његов ујак, Гастон је познати богати женскарош у париском високом друштву. Када његова најновија љубавница има аферу са својим инструктором клизања, Гастон је јавно понижава, што је резултирало њеним лажним покушајем самоубиства. Гастон планира да се повуче на село, али његов ујак инсистира да остане у Паризу и посећује још више забава.
Док игра карте са Гастоном, Жижи се клади да ће, ако изгуби, одвести њу и њену баку на море за викенд. Гастон пристаје, губи опкладу и њих троје путују у Трувил. Док се Гастон и Жижи забављају заједно, Оноре и мадам Алварез се неочекивано поново повезују и присећају се своје некада страствене афере. Док друге жене у одмаралишту имају савршену равнотежу са дозом досаде или презира према било чему непознатом, Жижи својим безбрижним ставом извлачи Гастона из његове депресивне колотечине.
Када Гастон оде у Монте Карло, баба-тетка Алишија и госпођа Алварез планирају да претворе Жижи у Гастонову љубавницу. Иако у почетку сумњичава, мадам Алварез пристаје да Жижи буде интензивно обучена пре Гастоновог повратка. Жижи прихвата ово као предодређено.
Када се Гастон врати, он је збуњен када Жижи показује своју нову дамску хаљину. Гастон вређа хаљину, преферирајући њену омладинску одећу; Жижи се руга његовом укусу. Увређен, Гастон излети, затим брзо схвати своју лудост и врати се да се извини. Он нуди да одведе Жижи на чај, али мадам Алварез се умеша, говорећи Гастону да би појава Жижи без пратње у јавности са њим могла да наруши њену репутацију.
Бесан, Гастон поново излети. Он хода и размишља о Жижи, схватајући да је развио романтична осећања према њој. Иако оклева због њених младих година, Гастон схвата да је воли. Жели само да буде близу ње − што је нечувено понашање између мушкарца и његове љубавнице. Упркос таквим конвенцијама, он предлаже великодушан „пословни аранжман“ госпођи Алварез и тетки Алишији да му Жижи постане љубавница. Њих две су пресрећне због његове понуде, иако Жижи није.
Жижи одбија, говорећи Гастону да не тражи статус славне личности само да би је он на крају напустио и она постала љубавница другог мушкарца. Она жели да њихова веза остане платонска, али када Гастон изненада открије да је воли, Жижи бризне у плач. Она га грди говорећи, да је он заиста воли, никада је не би изложио несигурном животу љубавнице. Гастон одлази утучен и љут је на мадам Алварез, затим разговара са Онореом, који каже да је Жижина породица увек била прилично чудна. Жижи касније шаље по Гастона и говори му да би радије била јадна с њим него без њега, и пристаје на договор. Када Гастон стигне на њихов први друштвени излазак, неочекивано је задивљен елегантном лепотом трансформисане Жижи.
Њих двоје одлазе у ресторан Maxim's. Жижи се савршено понаша као његова куртизана, што само узнемирује Гастона. Оноре му задаје поразни ударац када честита Гастону на његовој новој куртизани и примети да је Жижи толико дивна да ће га вероватно забављати месецима.
Гастон, превише заљубљен у Жижи да би је изложио ужасном животу неизвесности и друштвеног расуђивања, оштро инсистира да оду. Одвлачи Жижи уз степенице у стан њене баке. Хистерично јецајући, Жижи пита шта је погрешила. Гастон одлази без одговора, али схватајући дубину своје љубави, убрзо се враћа. Он тражи од госпође Алварез Жижину руку. Жижи је пресрећна, као и њена бака.
Коначна секвенца се враћа на Онореа Лашаја, који поносно показује да Гастон и Жижи улазе у кочију у Булоњској шуми: елегантни, лепи и срећно венчани.

## Улоге
| Глумац           | Улога            |
| ---------------- | ---------------- |
| Лесли Карон      | Жилберт „Жижи”   |
| Морис Шевалије   | Оноре Лашај      |
| Луј Журдан       | Гастон Лашај     |
| Хермиона Џинголд | мадам Алварез    |
| Ева Габор        | Лијан Д’Екселман |
| Жак Бержерак     | Сандомир         |
| Изабел Џинс      | тетка Алишија    |
| Џон Абот         | Мануел           |

## Продукција

### Развој
Холивудски продуцент Артур Фрид први је предложио музикализацију новеле Колет Алану Џеју Лернеру током Филаделфијске аудиције за мјузикл Моја лепа госпођице 1954. године. Када је Лернер стигао у Холивуд две године касније, Фрид се борио против Хејсовог кодекса да би своју причу о обуци куртизане пренео на филмско платно. Још једна препрека пројекту била је чињеница да је Колетин удовац продао права на њену новелу Гилберту Милеру, који је планирао да продуцира филмску верзију сценске адаптације Аните Лус из 1954. године. Фрида је коштало више од 87.000 долара за куповину права од Милера и Лус.
Лернеров партнер у писању песама Фредерик Лоуе није изразио интересовање за рад у Холивуду, па је Лернер пристао да напише само сценарио. Он и Фрид су разговарали о кастингу; Лернер је фаворизовао Одри Хепберн, која је глумила у бродвејској продукцији коју је написао Лус, али је Фрид желео звезду МГМ-а по уговору Лесли Керон, која је за њега играла у филму Американац у Паризу. Обојица су се сложила да би Морис Шевалије био идеалан за Онореа Лашаја, а Лернер је предложио Дирка Богарда за Гастона. Лернер је пристао да напише текст ако Фрид успе да убеди Богарда и дизајнера Сесила Битона да се придруже пројекту. Одлучио је да још једном приђе Лоуеу, а када му је предложио да компонују партитуру у Паризу, Лоуе је пристао.
У марту 1957. дуо је почео да ради у Паризу. Када је Шевалије, који је већ пристао да се појави у филму, први пут чуо песму "Thank Heaven for Little Girls", био је одушевљен. Текст за другу његову песму, дует "I Remember It Well", који је извео са Хермионом Џинголд као његовом бившом љубављу мадам Алварез, прилагођен је речима које је Лернер написао за мјузикл Love Life, у сарадњи са Куртом Вајлом 1948. године. „Say a Prayer for Me Tonight“, соло у извођењу Жижи, написана је за Елизу Дулитл у мјузиклу Моја лепа госпођице, али је уклоњена током приказивања пре Бродвеја. Лернеру се није допала мелодија, али су Лоуе, Фрид и Минели гласали да је укључе у филм.

### Кастинг
Лернер је написао улогу Онореа Лашаја за Шевалијеа, али остатак кастинга је још увек био неодређен. Размишљајући о Одри Хепберн, Фрид је замолио Лернера да се састане са њом у Паризу, али је она одбила улогу. Продуцент га је потом замолио да одлети у Лондон да разговара са Лесли Карон, која је тамо живела са својим мужем Питером Холом. Она је недавно играла у неуспешној сценској продукцији Жижи, али када је чула да се Лернерова интерпретација приче увелико разликује од представе, прихватила је његову понуду. Њен певачки глас је синхронизовала Бети Ванд. Дирк Богард је такође изразио интересовање, али на крају није могао да се ослободи уговора са Џ. Артуром Ранком. Присећајући се Луја Жордана из његовог наступа у Три новчића у фонтани, Фрид му је понудио улогу Гастона.

## Приказивање
Након завршетка филма, приказан је у Санта Барбари. Реакција публике је била изузетно повољна, али Лернер и Лоуе су били незадовољни резултатом. Лернер је сматрао да је двадесет минута предуг и већина акције преспора. Промене које је предложио коштале би додатних 300.000 долара, Фрид није желео да троши новац. Ипак, руководиоци МГМ-а пристали су на измене, које су укључивале једанаест дана значајног поновног снимања, стављајући пројекат на 400.000 долара изнад буџета. На претпремијери у Енсину, реакција публике се променила са „захвалности на наклоност“, а Лернер је осетио да је филм коначно спреман за пуштање. Премијерно је приказан у Ројал театру, легитимном позоришном месту у Њујорку, 15. маја 1958. године.
Филм је почео са емитовањем у Сједињеним Државама са 450 отисака 1. априла 1959. године.

## Пријем

### Зарада
Према евиденцији МГМ-а, филм је зарадио 6,5 милиона долара у САД и Канади и 3,2 милиона долара на другим местима током свог почетног приказивања у биоскопима, што је резултирало профитом од 1.983.000 долара. Био је то Фридов последњи и највећи успех.
Укупно, филм је зарадио 13.208.725 долара у свом почетном издању и каснијем поновном издању 1966. године.

### Награде и номинације
Жижи је освојила рекордних девет Оскара (на церемонији доделе Оскара 1959. године); међутим, овај рекорд је трајао само годину дана, пошто је Бен-Хур оборио овај рекорд следеће године са 11 Оскара. Жижи је, на крају, заједно са Последњим кинеским царем из 1987, држала рекорд као филм са највише Оскара у свакој категорији у којој је номинован, све док Господар прстенова: Повратак краља из 2003. није оборио рекорд на церемонији доделе Оскара 2004. са 11 номинација за Оскара и 11 победа за Оскара.
Листе Америчког филмског института:
- 100 година АФИ-ја... 100 љубавних прича − 35. место
- 100 година АФИ-ја... 100 песама
  -  − 56. место